# Hoheria lyallii
Hoheria lyallii là một loài thực vật có hoa trong họ Cẩm quỳ. Loài này được Hook.f. mô tả khoa học đầu tiên năm 1852.